# Claudio Ternicier González
Claudio Ternicier González (Santiago, 12 de marzo de 1954) es un médico veterinario y político chileno, miembro del Partido Demócrata Cristiano (PDC). Se desempeñó como subsecretario de Agricultura durante todo el segundo gobierno de la presidenta Michelle Bachelet (2014-2018).

## Familia y estudios
Es hijo de Armando Ternicier Escobar y Graciela González Ovalle. Estudió medicina veterinaria en la Universidad de Chile, y luego cursó un magíster en gestión en desarrollo sustentable de la Universidad Católica de Temuco (UCT). Desarrolló además estudios de diplomados en epidemiología en la Facultad de Veterinaria de la Universidad de Chile, en negociaciones económicas internacionales de la misma casa de estudios; y pedagogía en educación superior de la Universidad Santo Tomás (UST).
Se casó en 1979 con Graciela Espinosa León, con quien tuvo dos hijos; Juan Pablo (director de cine) y Constanza (licenciada en letras hispánicas). El matrimonio se divorció en 2012.

## Trayectoria política
Desde 1993 hasta 1998 fue presidente del Colegio de Veterinarios de Chile. Asimismo entre 1995 y 2001 ejerció como director del Instituto de Desarrollo Agropecuario (Indap) en la región Metropolitana. Luego se desempeñó como director de la Escuela de Medicina Veterinaria de la Universidad Santo Tomás, sede Santiago y desde octubre de 2010 es consultor de la FAO en temas de sanidad animal.